# 高田純次
高田 純次（たかだ じゅんじ、1947年1月21日 - ）は、日本の俳優、コメディアン、実業家、タレント、司会者である。芸能事務所・テイクワン・オフィス所属で、代表取締役も務める。
愛称は純ちゃん、純じい、Mr適当、TJ、ミスター無責任、テキトー男、5時から男。

## 経歴
東京都北多摩郡調布町大字国領（現:調布市国領町）出身。4歳時に母親が32歳で病没し、東京ガス勤務の父親と再婚相手たる継母との家庭で育つ。
調布市立第二小学校、調布市立第三中学校、東京都立府中高等学校卒業後、東京ガスへの就職や弁護士などを志し、中央大学・明治大学・法政大学・青山学院大学を受けるが全て不合格となる。その後一浪し、東京藝術大学・武蔵野美術大学・多摩美術大学・日本大学芸術学部などの美大系や成城大学を受験するがいずれも不合格となり、東京デザイナー学院グラフィックデザイン科 へ進学した。
1971年、自由劇場（串田和美、佐藤信、斎藤憐、吉田日出子らが1966年に結成したアンダーグラウンド劇団。大正時代の自由劇場とは別）の舞台を見て俳優を志願し、同劇団に入団して研究生となる。自由劇場は1年で退団し、イッセー尾形とともに劇団「うでくらべ」 を結成するが 、半年ほどで解散した。
その後結婚したが、劇団の収入では生活できないこともあり、26歳の時に（御徒町にあった）宝石販売会社「トキモト」に入社し、宝石営業とジュエリーデザイナーの掛け持ちとなった。
自由劇場の研究生時代からの知り合いだった柄本明と、偶然新宿の居酒屋で再会したことをきっかけに会社を辞め、1977年に「劇団東京乾電池」に入団する。しかし当初は売れず、妻子を養うために「警察に捕まるようなこと以外の職は、一通りやった」と本人は語っている。
テレビデビューは32歳の時で、出演番組は『笑点』だった。その後、東京乾電池の綾田俊樹、ベンガルらと共に『笑ってる場合ですよ!』で初めてテレビレギュラーとなった。1985年1月、テレビドラマ『毎度おさわがせします』で、主人公を演じる木村一八の担任教師役にてレギュラー出演した。
1985年4月、ビートたけしの冠番組『天才・たけしの元気が出るテレビ!!』に、1996年10月に番組が終了するまでの11年間レギュラー出演した。またフジテレビのバラエティ番組『オレたちひょうきん族』の番組内コント「タケちゃんマン」では、タケちゃんマンの敵役として初回から出演しており、ブラックデビル初登場回には高田が務めたが、収録後におたふく風邪に罹患したため、「ひょうきんベストテン」の司会だった明石家さんまが代役を務めた。以降たけしとの掛け合いが人気となり、そのままさんまがキャラクター出演を継続した。ちなみに高田は、たけしと同じ歳で誕生日もたけしの3日後と近い。
1988年に出演した中外製薬「グロンサン」（現在はライオンから発売）のCMが話題になり、CMのキャッチコピー「5時から男」で新語・流行語大賞の「流行語部門・大衆賞」を受賞した。
1989年に東京乾電池オフィスから独立し、テイクワン・オフィスを設立した。
1990年代には『クイズ世界はSHOW by ショーバイ!!』でのキャラクターが人気を博した。その他、『象印クイズ ヒントでピント』、『どうぶつ奇想天外!』など多くのクイズ番組にレギュラー解答者として出演した。
また、1994年からは中京テレビにて東海地区グルメ情報番組『PS』 の司会を務め、同番組は名称を一部変更し、現在でも長寿番組として人気を博している。
古希を過ぎてからも“テキトー男”のキャラクターでバラエティ、ドラマ、司会などマルチに活動している。

## 人物

### 俳優業
本業は俳優とされており、代表作に西村京太郎トラベルミステリーの亀井刑事（警部補）役などがある。長年役柄でコンビを組む高橋英樹は、「芝居に関しては、とにかくすごく真面目」と、バラエティ時でのちゃらんぽらんな姿とは全く正反対の顔をしていると評価している。この他、青島広志作曲のオペラ『火の鳥 ヤマト編』の初演時（1985年）に出演している。『陰の季節』シリーズで演じた大黒警視長役のように、冷酷なエリート役やインテリ役でも抑制的な演技で似合ったところを示している。

### タレントショップ
- 1988年に東京渋谷区神宮前に「Neichi-Ya」というレストランをオープンした。また原宿・竹下通り路地裏では洋品店「SPORTS-KISS」を開店し主にTシャツやトレーナー、小物などを取扱っていた[23]がその後両店とも閉店している。

### 芸風
- 司会を務める番組や、ゲスト出演する際に、｢こんにちは（こんばんは）、ジョニー・デップです｣やアンジェリーナ・ジョリー、ジョージ・クルーニー、ロバート・デ・ニーロ等と明らかに嘘の自己紹介をするのが定番のつかみギャグとなっている。
- 「オレはイタリア語がペラペラなんだけど、意味はわからないんだ[24]」「キミ、松嶋菜々子に似てるって言われない?言われないの?じゃあ、似てないんだね[24]」「ホウレンソウ（ビジネスマナーの報連相）は、おかかにお醤油がベスト。ソースをかけたことあるけど美味しくない[25]」など、数々の適当が特徴で売り物。
- 本人曰く、「本当は前を出したいがダメだから」と番組収録中にお尻を出すことが多いが、ほぼお蔵入りになる[26]。下ネタも大好きだが、そのダンディな容姿から女性にも笑って受け入れられる[27]。
- 番組収録では最初は勢いよく喋り倒し、番組進行を脱線させるも、途中で疲れて止めてしまうことがある[5]。

### 評価
- 各方面から「昭和の無責任男[28]」「芸能界一いい加減な男[24]」などと称賛されている。なお高田を尊敬しているという長嶋一茂は、「本当にいい加減なわけではない」「遊びとか余裕がある方の適当さがある」と評価している[5]。
- 関根勤は尊敬する人物として、明石家さんまと高田を挙げている。その娘の関根麻里は理想の男性として高田と柳沢慎吾を挙げている。これを聞いた父の関根勤は「子育てに間違いはなかった」とコメントし、自信を見せた[29]。

### 私生活
- 子供の頃は近所の人たちから神童と呼ばれていた[30]。
- 高校時代のあだ名は「国領のニワトリ」。友人と朝まで麻雀をやっても、他のみんながぐったりしているのに高田だけ朝になってもうるさかったことから[31]。
- ダイヤモンド鑑定士の資格を持つ[32]。そのためダイヤモンドなどの宝石の価値、デザイン、原価・販売価格に関して「高田節」を交えつつ話し、バラエティ番組などではその技術力に対し一定の評価を得ることもある。

### エピソード
- 『天才・たけしの元気が出るテレビ!!』の東京大学を目指す受験生達を応援するコーナーでは、2浪の広瀬伸哉の勉強を高田が邪魔するなどイジラレ役としていた。最終回で東大合格発表を見に行き、出演者中広瀬だけが不合格に終わり、号泣しながら高田の元へ戻ってきた広瀬に高田は普段のテキトーな姿を一切見せることなく、ポケットに片手を突っ込みただ黙って広瀬の肩を抱き涙を流した。「テキトーキャラ」が浸透していた高田純次が、初めてブラウン管で見せた素の姿は視聴者に強い印象を残した。これについて「テレビで泣いたのはこの一回だけ」と話している[7]。なお、広瀬は慶應義塾大学に入学し新たなスタートを切るも、番組終了後の1999年に岩手県のスキー場で事故に遭い他界した。広瀬の葬儀に参列した高田が号泣していたといわれている[33]。
- 高嶋ちさ子が帰国し芸能活動を開始する際、高嶋の演奏する曲を『金子柱憲・高田純次ゴルフの王道』（テレビ東京）で採用してくれたことと、高田から声をかけてくれたとの理由で、高嶋はホリプロからのオファーを断り、高田が代表を務めるテイクワン・オフィスと契約した[34][35]。
- 自動車好きとしても有名であり、今までに30台以上の自動車を乗り継いできた[36]。有名な車種では「アストンマーティン・DB9」や、オールスターキャノンボール大会で披露した「日産・R32型スカイラインGT-R nismo」など。この大会では、常磐道で高田純次が他出演者をごぼう抜きする姿がテレビで放映されたため、製作陣が茨城県警より出頭要請を受けたという逸話もある[37]。
- 東京都立府中高等学校時代の恩師が中島健人の祖父だったことを明らかにしている[38]。

## 出演
※太字は主要キャスト

### テレビ番組

#### レギュラー番組
- 笑点（日本テレビ）
- 笑ってる場合ですよ!（フジテレビ） - 劇団東京乾電池のメンバーとしての出演。土用波三助 役
- オレたちひょうきん族（フジテレビ）
- 森田一義アワー 笑っていいとも!（1982年10月 - 1984年9月、フジテレビ） - 水曜日担当
- いやはやなんとも金曜日（1984年4月 - 1985年9月、福井テレビ） - 司会
- 派手〜ずナイト（1984年11月 - 1985年12月、北海道テレビ） - 司会
- クイズとっても偉人伝（1984年4月18日 - 5月23日、テレビ東京） - 司会
- 天才・たけしの元気が出るテレビ!! → 超天才・たけしの元気が出るテレビ!!（1985年4月 - 1996年10月、日本テレビ）[39]
- マンガ人間抱腹Z!!（1985年7月 - 10月、朝日放送）
- 所さんのただものではない!（フジテレビ）
- 象印クイズ ヒントでピント（テレビ朝日）
  - 3枠：1985年5月12日（第298回） - 1989年12月24日（第510回）
  - 2枠：1990年1月14日（第511回） - 1994年9月25日（第708回）
- 11PM（1986年4月 - 1990年3月、日本テレビ） - 月曜司会、後に金曜司会も兼務（1988年4月 - 1990年3月）
- 純ちゃんのごぶサタデー（1986年4月 - 1987年9月、フジテレビ） - 冠番組
- Junji&Chikaの歌の新婚愛ランド（1986年4月 - 9月、TBS）  - 冠番組・司会
- 純ちゃん郁恵の自慢じゃないけど（1986年10月 - 1987年2月、テレビ朝日）  - 冠番組・司会
- 所さんの勝ったも同然!!（1986年10月 - 12月、日本テレビ） - ナビゲーター
- みんな変わりモノ!?（1987年4月 - 9月、日本テレビ）  - 司会
- パオパオチャンネル（1987年10月 - 1989年9月、テレビ朝日）
- LIVE笑ME（1989年 - 1990年頃、日本テレビ） - 司会
- 旅はWITH遊（1989年4月 - 1990年3月、フジテレビ） - 司会
- 音楽派トゥギャザー（1989年10月12日 - 12月16日、TBS）  - 司会
- 全日本F3000選手権中継（1990年3月 - 11月、中部日本放送） - 司会
- いきなり!クライマックス（1990年4月 - 9月、TBS） - 司会
- クイズおもしろTV（1990年8月7日 - 9月25日、テレビ朝日） - 司会
- 高田純次のこれで来週も幸せです（1991年4月 - 1992年3月、TBS） - 冠番組
- クイズ!その時どうした!!（1991年4月 - 9月、テレビ朝日） - 司会
- クイズ世界はSHOW by ショーバイ!!（1991年10月 - 1994年9月、日本テレビ） 
  - 新装開店!SHOW by ショーバイ!!（1994年10月 - 1995年9月、日本テレビ）
  - 新装開店!SHOW by ショーバイ2（1995年10月 - 1996年9月、日本テレビ）
- アッコ・純次の平成TV事典 三匹の子ブタ（1992年4月 - 7月、テレビ朝日） - 冠番組・司会
- 無敵なカップル!（1992年7月 - 9月、テレビ朝日） - 司会
- 快快!高田病院へ行こう（1992年10月 - 1993年3月、中京テレビ） - 冠番組・司会
- テレビ近未来研究所（1992年10月 - 1993年3月、TBS） - 副所長（司会）
- 大相似形テレビ（1992年10月 - 12月、日本テレビ）
- ARIGA-10（1993年4月 - 12月、TBS）
  - 純・メッキ（1994年1月 - 3月、TBS） - 冠番組
- どうぶつ奇想天外!（1993年10月 - 2008年9月、TBS）
- P.S.愛してる!（1994年4月 - 2001年9月、中京テレビ）
  - PS（2001年10月 - 2013年3月、中京テレビ）
  - PS三世（2013年4月 - 2015年3月、中京テレビ） - MC
  - PS純金（2015年4月 - 、中京テレビ） - 冠番組・MC
- モンキーパーティー（1996年10月 - 1997年9月、日本テレビ）
- バリキン7 賢者の戦略（1996年10月 - 1997年9月、TBS）
- 快傑熟女!心配ご無用（1997年4月 - 2000年9月、TBS） - 副司会
- 男3人ブラ珍クイズ旅 → 男3人ムリ珍お宝旅 → 男3人ワク珍クイズ旅 → 男3人ラブ珍ハント旅 → 男3人ブラ珍ゲーム旅（1997年 - 2000年、TBS） - 男3人
- 金子柱憲・高田純次ゴルフの王道（1998年4月 - 2006年9月、テレビ東京） - 冠番組
- ガチンコ! (1999年 - 2001年、TBS) - 主に「ガチンコ!晩餐会」などのコーナーに隔週で登場。
- 大好き!東京ゲスト10（2000年4月 - 2001年9月、TBS）
- 爆笑問題の開け!記憶の扉（2002年4月 - 12月1、テレビ東京） - 立会人
- あんたにグラッツェ!（2001年4月 - 2002年9月、中京テレビ） - オヤジ三人組
  - あんグラ★NOW!（2002年9月 - 2004年3月、中京テレビ）
- 新常識クイズ!目からウロコ（2001年4月 - 9月、フジテレビ）- レギュラー解答者
- わけありバラエティー みんなのヒミツ（2001年10月 - 2002年2月、フジテレビ）
- 小倉・高田の55BOYS（2002年7月 - 12月、テレビ東京） - 冠番組
- ぴったんこカン・カン（2003年4月 - 2021年3月、TBS） コーナー「港区赤坂おじさん」他
- 遊ワク☆遊ビバ!（2003年 - 2004年3月、日本テレビ）
- グラドル女学院（2006年8月 - 2007年、BSフジ） - 理事長
- ベリーベリーサタデー!（2006年10月 - 2007年3月、関西テレビ）
- AKB1じ59ふん!（2008年1月 - 3月、日本テレビ）
  - AKB0じ59ふん!（2008年4月 - 5月、日本テレビ）
- 情報ライブ ミヤネ屋（2008年5月 - 2011年頃、読売テレビ） - 「高田タクシー観光」
- 笑撃!ワンフレーズ（2009年3月 - 2010年9月、TBS） - ご意見番
- 人生もっと満喫アワー トキめけ!ウィークワンダー（2008年10月17日 - 2009年2月6日、フジテレビ）
- 地頭クイズ ソクラテスの人事（2009年4月 - 9月、NHK総合テレビ） - 司会
- 愛の修羅バラ!（2009年4月 - 2010年12月、読売テレビ・中京テレビ） - 司会
- 魔女たちの22時（2009年4月 - 2011年3月、日本テレビ） - MC
- (株)世界衝撃映像社（2010年10月 - 2011年3月・8月20日・8月27日・2012年3月17日、フジテレビ） - プロデューサー
- 上沼・高田のクギズケ!（2011年1月 - 、読売テレビ・中京テレビ） - 冠番組・司会
- 極める!「高田純次の宝石学」（2011年10月度（全4回）、NHK Eテレ） - リポーター
- アジアHOTプレス!（2011年10月 - 2012年9月、TwellV） - 特別レポーター
  - 高田純次のアジアぷらぷら（2012年10月 - 2015年10月、TwellV） - 冠番組
  - 高田純次のセカイぷらぷら（2015年10月 - 2017年3月、BS12 トゥエルビ） - 冠番組[40]
- 高田純次の年金生活（2012年4月 - 2013年3月、BSジャパン） - 冠番組
- じゅん散歩（2015年9月 - 、テレビ朝日） - 冠番組・散歩人[41]
- 世界の哲学者に人生相談（2018年4月5日 - 9月20日・2019年4月4日 - 8月15日・2020年4月2日 - 9月17日、NHK Eテレ） - 室長[42]
- 日本全国ごちそう散歩（2019年1月12日 - 2022年3月26日、テレビ朝日、BS朝日） - ナレーション

#### 特別番組
現在
- 徹子&純次&良純の世界衝撃映像の会（2024年11月19日 - 、テレビ朝日） - MC・冠番組

過去
- '89大晦日スペシャル そんなこんなの300分（1989年12月31日、TBS） - 司会
- 噂のCMガール博覧会（1990年1月1日 - 2002年1月1日、TBS）- 司会
- オールスター激突クイズ 当たってくだけろ!（1990年1月2日 - 1993年1月2日、TBS） - 司会
- 全日本F3000選手権中継（1990年1月20日 - 11月18日、中部日本放送） - 進行
- スーパークイズスペシャル（1990年4月11日 - 1995年9月28日、日本テレビ）
- 土曜スーパースペシャル「テレビが生んだ思い出の名曲特集!」（1990年9月29日、日本テレビ） - 司会
- これが決定版!プロ野球珍プレー好プレー（1990年12月、日本テレビ） - 司会
- 爆笑!迎春ブッちぎり 所ジョージのオールスター 自動車レース大賞（1991年1月2日、TBS） - 参加者
- 金曜テレビの星!（TBS）
  - 一攫千金スペシャル（1991年3月15日） - 司会
  - 列島生放送!!純次・鶴瓶のお茶の間甲子園（1991年8月23日） - 司会・冠番組
- 花王ファミリースペシャル（関西テレビ）
  - 高田純次の人生順風満帆（1991年9月1日） - 司会・冠番組
  - 平成爆笑五人男（1992年2月23日）- 司会
  - あの主役たちは今!?（1992年4月26日） - 司会
- オールスター感謝祭（1991年10月5日 - 2007年9月29日、TBS） - 18回出場
- 日曜スペシャル「逸見&純次のクイズ・ハワイ物語」（1991年11月3日、日本テレビ） - 司会・冠番組
- 純次・慎吾のどっちがおいしいかチェック! 新春女性アナウンサー新年会（1992年1月3日、フジテレビ） - 司会・冠番組
- JTカルチャースペシャル 歴史上の偉人に遭遇! トマトの国の探検隊（1992年11月20日、日本テレビ） - 司会
- 元旦まで感動生放送!史上最大39時間テレビ「ずっとあなたに見てほしい 年末年始は眠らない」（1992年12月31日 - 1993年1月1日、TBS）  - 総合司会
- 初夢スペシャル「逸見・純次の大予測 どうなるニッポン どうなる人類 どうなる地球」（1993年1月2日、TBS） - 司会・冠番組
- 衝撃の映像クラッシュ（1993年4月1日 - 2001年4月20日、TBS） - 司会
- あなたは何曲歌えるかスペシャル! 史上初!1億2千万人カラオケ新年会!（1995年1月3日、TBS） - 司会
- 史上最強1000問対決!クイズで敵をぶっつぶせ!CRASH（1996年1月5日、フジテレビ）- 司会
- 梅辰どんぶり亭（1997年 - 2006年、中京テレビ） - プロデューサー・営業部長
- 高田・久本・ビビアン 最強の料理人を探せ!!（1998年 - 2002年、中京テレビ） - 冠番組
  - 高田・久本・ユンソナ 最強の料理人を探せ!!（2004年9月23日） - 冠番組
- 島田紳助がオールスターの皆様に芸能界の厳しさ教えますスペシャル!（1998年8月30日・2001年3月12日・2004年3月27日、読売テレビ）
- 新春に豪打!（2000年1月2日、テレビ朝日） - 司会
- 真夏の感動超保存版!20世紀最高峰!!黄金のベストソング2000（2000年7月29日、TBS） - 司会
- 布施博・高田純次 爆笑!オジンライダーアメリカ大陸横断!!（2000年9月3日、日本テレビ） - 冠番組
- 高田・大竹・渡辺のオヤジ三人旅（2001年3月25日 - 2009年2月1日、中京テレビ） - 冠番組
- 明石家さんま全世界版笑う大捜査線!（2001年9月30日・2002年9月29日、日本テレビ）
- 全国美人アナ緊急出動テレビが伝えなかったウラ事情SP（2002年1月8日、TBS） - 司会
- 徳光和夫&高田純次の大江戸遊び人メニュー道楽若旦那珍道中!!（2002年6月30日、テレビ朝日） - 冠番組
- 芸能人の芸能人による恋愛大辞典（2002年9月15日、フジテレビ） - 司会
- 高田純次の倉敷・瀬戸内湯けむりミステリーツアー（2002年11月20日、テレビ朝日） - 冠番組
- ナヌッ大人の社会見学 今どきのニッポンはこうなってんだSP（2003年4月1日、フジテレビ） - 司会
- ニューカマーズ 「SIXセンス」（2003年12月14日、フジテレビ） - MC
- アテネ発!クイズスタジアム 開幕まで待ちきれなかったゾ!SP（2004年6月20日、東海テレビ） - 司会
- ナニワの芸人が闘魂注入!高田・ヒロミ・勝俣が頼むから堪忍してくれ大接待SP（2004年8月7日、読売テレビ） - MC・冠番組
  - 高田・ヒロミがフット・友近・南海・レギュラーの出る杭打ちに大阪まで来ました爆笑SP （2005年10月16日、読売テレビ） - MC・冠番組
- 今夜放送…地球の夢!生命の夢!!ダーウィンの大冒険（2004年11月3日、TBS） - 司会
- 有名タレントが熱写!スターの裏側(秘)ビデオ大賞（2005年1月2日、テレビ朝日） - 司会
- ドスペ2 「生放送!ガチンコプレゼンスタジアム」（2005年7月2日・12月3日、テレビ朝日） - 司会
- スーパーフライデー 「豪華!芸能界四大淑女貴女の生きザマ教えてください!スペシャル」（2005年10月21日、TBS） - 司会
- 高田純次&高樹沙耶のタヒチ・パール紀行〜究極の真珠を求めて〜（2005年11月3日、TBS） - 冠番組
- 踊る!踊る!踊る!「ムーヴィン・アウト」SP 山本太郎が恋した!最高のミュージカル 高田純次も美女と?!（2006年7月1日、TBS）
- 高田トラベル（2006年8月6日 - 2009年7月26日、中京テレビ） - 冠番組
- ディノス特番「高田純次の秋の京都で逸品を探せ!」（2006年11月25日 - 2008年9月27日、フジテレビ） - 冠番組
- 2007ニッポン全国今年ツイてる名字ランキング! 日本一おめでたい名前を探そうスペシャル!（2007年1月2日、TBS） - 司会
- R-1ぐらんぷり（2007年2月18日 - 2013年2月12日、関西テレビ） - 審査員（09年・11年を除く）
- 世界めちゃウマ食遺産（2007年6月7日、中京テレビ） - 司会
- 高田純次の今、逢いに行きます（2007年7月21日、中京テレビ） - 冠番組
- 高田純次芸能生活30周年ぐらい記念テキトーにやりましたSP（2007年9月22日、フジテレビ） - 冠番組
- お笑いDynamite!2007（2007年12月28日、TBS） - 審査員
- 恐怖のアポなし訪問者 和田アキ子の今晩泊めろよコノヤロー!（2008年3月27日、TBS） - 司会
  - 恐怖のアポなし訪問者 和田アキ子の今晩マジで泊まるぞコノヤロー（2008年9月30日、TBS） - 司会
- 人のフリ見て我がフリ直せ!出没注意!!となりのモンスター（2008年6月30日、テレビ東京） - 司会
- 高田純次の値切り交渉の旅必見!夏休み直前SP 〜房総編〜（2008年7月12日、フジテレビ） - 冠番組
- 地頭クイズ ソクラテスの人事（2008年9月14日、NHK総合） - 司会
- たった一言で大爆笑 笑撃!ワンフレーズ（2008年10月2日 - 2009年1月2日、TBS） - ご意見番
- バラエティーニュース キミハ・ブレイク 「銀座の母・春のメッタ斬りSP」（2009年4月14日、TBS） - 司会
- テキトー男3人旅（2010年1月4日 - 2014年1月4日、中京テレビ）
- 笑わせたいの 中京テレビ〜3時間爆笑スペシャル〜（2010年2月6日、中京テレビ）- MC
- (株)世界衝撃映像社（2010年7月3日・2011年8月20日・2012年3月17日、フジテレビ） - プロデューサー
- 高田純次プレゼンツ史上初笑える健康番組 ウヒャウヒャ健康TV（2011年7月7日、テレビ東京） - 冠番組
- 和田アキ子のニッポン爆笑珍道中!!高田マネージャー付き（2011年8月14日 - 2013年8月10日、中京テレビ） -  マネージャー・ 冠番組
- ダジャレで脳を活性化!日本列島!ダジャレっとう!!（2011年8月28日、TBS） - ダジャレコミッショナー
- ザキヤマ純次のザ・ノーコントロール〜テキトーな夜をアナタに〜（2012年2月4日、テレビ朝日） - MC・冠番組[28]
- 上沼・高田の死ぬまでにやりたい!大人の極上ハワイ旅（2013年1月4日、中京テレビ） - 冠番組
- Junji Table（2013年3月27日、テレビ朝日） - MC・冠番組
- 働く人はカッコいい!（2013年12月30日、フジテレビ） - 司会
- サンバリュ「現場のバカヂカラ」（2015年3月22日、日本テレビ） - 最強リポーター
- どうぶつ奇想天外!（2016年9月21日 - 2018年6月27日、TBS）
- 世界の哲学者に人生相談（2017年8月26日、NHK Eテレ） - 相談室 室長
- ヤメドキ 人生の決断見届けバラエティ（2017年9月2日、テレビ大阪） - MC
- 高田純次のぶらり!夜の盛り場はしご酒（2018年3月26日 - 2019年9月29日、BS朝日）- 冠番組[27][43]
  - お正月から2夜続けて大笑い!高田純次のぶらり!夜の盛り場はしご酒スペシャル（2020年1月1日・2日、BS朝日） - 冠番組[注釈 3]
- やり直して儲けた人（2018年9月15日、テレビ朝日） - MC[44]
- ウマい!安い!おもしろい! 全日本びっくり仰店グランプリ（2019年8月9日・2020年5月22日、中京テレビ） - MC
- 高嶋ちさ子のザワつく!音楽会（2023年6月30日・12月31日、テレビ朝日）
- 高橋純次とややこしい女たち（2023年9月29日 - 2024年2月3日、テレビ朝日） - MC・冠番組
  - ザワつく!金曜出張所 高橋純次のややこし会（2024年8月2日、テレビ朝日） - MC・冠番組
- 笑って拾って!ごみ散歩 テキトー男&元侍ジャパン&マドンナ女優が地元で大暴れSP（2023年12月23日、テレビ朝日）
- 高田&遼河のテキトー万博宣伝大使が行く!（2025年3月30日、中京テレビ）-  冠番組

### クイズ番組
- ネプリーグ（フジテレビ）
  - 2006年12月4日 ネプチューンチーム
  - 2007年3月26日 オヤジチーム
  - 2007年7月30日 オヤジチーム
  - 2008年11月10日 オヤジチーム
  - 2008年12月1日 ネプチューンチーム
  - 2009年6月15日 オヤジチーム
  - 2010年1月2日 クイズマスターズ
  - 2010年3月29日 わが家の歴史チーム
  - 2014年9月15日 大御所チーム
  - 2015年3月9日 大御所チーム

### ラジオ番組
- 東京ガス サタデートーク 純次・早見のオイシイとこ取り（1995年10月14日 - 1996年10月5日、文化放送） - 冠番組
  - 高田純次・早見優の東京ブロードウェイ（1996年10月12日 - 2001年3月24日、文化放送） - 冠番組
  - 高田純次・河合美智子の東京ブロードウェイ（2001年4月7日 - 2001年10月6日、文化放送） - 冠番組
  - 高田純次・河合美智子の東京パラダイス（2001年10月13日 - 2012年3月31日、文化放送） - 冠番組
  - 高田純次 毎日がパラダイス（2012年4月2日 - 2015年3月27日、文化放送） - 冠番組
  - 高田純次 日曜テキトォールノ（2015年4月5日 - 2017年4月2日、文化放送） - 冠番組[45]
- 純次と直樹（2017年4月9日 - 、文化放送）  - 冠番組 ※浦沢直樹と共演[46][47]
- 高田純次のとんがりスタジオ まかせて!青春（1987年10月 - 1988年3月、ニッポン放送） - 冠番組
- 高田純次の男・夕焼けまわり道（1991年10月 - 1992年3月、ニッポン放送） - 冠番組

### テレビドラマ
- 少年ドラマシリーズ「ぼくとマリの時間旅行」 第3話「ぼくらのウラトレマン」（1980年8月14日、NHK） - 非行乳児 役
- 翔んだカップル（1981年、フジテレビ）
- 他人家族（1982年、テレビ朝日）
- 天まであがれ!（1982年、日本テレビ）
- 銀河テレビ小説（NHK）
  - 夢見る頃を過ぎても（1983年1月）
  - まんが道 青春編（1987年7月27日 - 8月14日） - 佐藤記者 役
- あとは寝るだけ（1983年、テレビ朝日） - 刑事 役
- AカップCカップ（1983年4月20日 - 1983年8月31日、テレビ東京） - 明智 役
- 月曜ドラマランド（フジテレビ）
  - ぐうたらママ1（1983年7月4日）
  - とことんトシコ1（1983年11月28日）
    - とことんトシコ2（1984年5月7日）

  - いたずらキャンバスギャル・突撃としこ（1984年11月19日）
  - 豆姫さま漫遊記2（1984年12月3日）
  - ヨイショ君（1985年5月27日）
  - 仮面の忍者 赤影（1985年8月26日） - 青影 役
  - ガクエン情報部H.I.P.（1987年9月21日） - 早乙女十三 役
- 噂のポテトボーイ（1983年10月13日 - 1984年3月29日、TBS） - 赤尾恭太 役
- クルクルくりん（1984年4月27日 - 1984年9月21日、フジテレビ） - 校長先生 役
- 2人の女シリーズ・1 危険なふたり（1984年6月15日、TBS）
- 日立テレビシティ「林真理子の星に願いを」（1984年8月、TBS）
- うちの子にかぎって… 第4話（1984年9月7日、TBS） - 広瀬哲夫 役
- 金曜劇場「瑠璃色ゼネレーション」 第4話（1984年9月28日、日本テレビ）
- 毎度おさわがせします（1985年1月8日 - 1985年3月26日、TBS） - 黒木巌 役
- 恋はミステリー劇場→月曜ドラマスペシャル→月曜ミステリー劇場→月曜ゴールデン→月曜名作劇場（TBS）
  - 向田邦子新春スペシャル 冬の家族（1985年1月23日）
  - くんずほぐれつ（1992年5月25日） - 主演
  - 僕は家裁調査官（1992年11月2日） - 主演
  - 税務調査官・窓際太郎の事件簿シリーズ 第1作 - 第4作・最終作（1998年6月8日 - 2000年2月28日・2010年3月22日[48]） - 小山田高明 役
  - 陰の季節シリーズ 全7作（2001年 - 2004年） - 大黒克己 役
  - 自治会長 糸井緋芽子 社宅の事件簿シリーズ 全9作（2001年 - 2009年） - 糸井章太郎 役
  - 北海道警察シリーズ 全4作（2011年 - 2015年） - 長沼行男 役
  - 警視庁南平班〜七人の刑事〜 第11作（2018年10月29日） - 山岡光男 役
- 水曜ドラマスペシャル（TBS）
  - 女コロンボ危機一髪（1985年7月17日）
  - 遊びの時間は終らない（1985年9月18日）
  - 妻の知らない夫の顔（1986年12月17日）
- 赤い秘密（1985年7月27日 - 9月28日、TBS） - 四谷のおじさん 役
- 妻たちの課外授業（1985年 - 1986年、日本テレビ）
  - 妻たちの課外授業II（1985年 - 1986年、日本テレビ）
- 新・熱中時代宣言（1986年、日本テレビ）
- ぼくの姉キはパイロット!（1987年8月18日 - 9月22日、TBS） - 三浦佑太郎 役
- 火曜サスペンス劇場（日本テレビ）
  - 妻愛人同伴殺人ツアー（1987年7月）
- ドラマ23（TBS）
  - 不倫のマドンナたち（1987年12月21日 - 12月24日） - 野中 役
  - だまし絵の女（1988年2月15日 - 2月18日）
  - 私をゴルフに連れてって（1989年7月10日 - 7月13日）
  - あぶないマドンナたち（1989年8月21日 - 8月24日） - 山根 役
  - 同・級・生は七変化（1989年9月25日 - 9月28日）
- 元日ドラマスペシャル「花の図鑑 結婚したい女・したくない女 香港-花巻-鎌倉」（1988年1月1日、朝日放送）
- 総務部総務課山口六平太（1988年7月25日 - 8月12日、NHK総合） - 有馬貴臣 役
- お待たせ必殺ワイド 仕事人vs秘拳三日殺し軍団 主水、競馬で大穴を狙う!?（1988年） - 長谷川平蔵 役
- ツヨシしっかりしなさい（1989年2月2日 - 7月26日、日本テレビ） - 井川剛造 役
- 土曜ドラマスペシャル「高田純次の女で出世する方法」（1989年3月11日、TBS） - 主演
- ウルトラマンをつくった男たち 星の林に月の舟（1989年3月21日、TBS） - 音響マン 役
- ドラマチック22（TBS）
  - 高田純次の究極の選択 2人の妻を持つ男（1990年1月13日） - 主演
  - 高田純次の無責任社員物語 全3作（1990年1月27日・1990年7月7日・1991年1月5日） - 主演
  - 女房を上司に持つ夫（1991年3月30日） - 主演
- 月曜サスペンスシリーズ（関西テレビ）
  - 現代神秘サスペンス「自宅の妾宅」（1989年8月14日） - 主演
  - 直木賞作家サスペンス「氷の家」（1990年2月5日） - 主演
  - 不思議サスペンス「見知らぬ家族」（1991年7月15日） - 主演
  - 特選!黒のサスペンス「夜の肌」（1993年12月20日）
- 芸能界㊙マネージャー物語（1990年4月、TBS）
- 花王ファミリースペシャル「虹が出た!」シリーズ 全8作（1991年3月3日 - 1992年2月6日、関西テレビ・フジテレビ）
- La cuisine 第3話「オムレツ」（1992年10月20日、フジテレビ） - 主演
- 土曜グランド劇場（日本テレビ）
  - ちょっと危ない園長さん（1993年1月9日 - 3月20日） - 鳩山徹 役
  - 三姉妹探偵団（1998年1月10日 - 3年21日） - 佐々本周平 役
- 月曜ドラマ・イン（テレビ朝日）
  - 南くんの恋人（1994年1月10日 - 1994年3月21日・1995年4月10日） - 南隆之 役
  - 天国のkiss（1999年7月12日 - 1999年9月13日） - 御手洗貴 役
- 金曜エンターテイメント（フジテレビ）
  - 動く壁（1994年1月21日）
  - 世にも奇妙なミステリー2 妻に言えない夫の秘密「あなた、浮気したでしょ」（1995年7月21日） - 主演
- 世にも奇妙な物語「蟹缶」（1992年12月7日、フジテレビ） - 主演
- 積木くずし崩壊、そして…（1994年4月5日、テレビ東京） - 泉信隆 役
- 日本一短い「母」への手紙3「卒業式」（1996年4月5日、日本テレビ）
- 恋愛前夜 いちどだけ2 第2話「一回ちゃん」（1996年9月18日、日本テレビ）
- 木曜ドラマ「外科医・夏目三四郎」（1998年10月15日 - 12月10日、テレビ朝日） - 矢田保 役
- A side B（2001年7月1日 - 2001年12月23日、BS-i）
- 女と愛とミステリー「大和路殺人事件」（2002年3月3日、BSジャパン） - 河中俊吾 役
- 一番大切な人は誰ですか?（2004年10月13日 - 2004年12月15日、日本テレビ） - 久内圭策 役
- 和田アキ子 特別企画ドラマ ザ・介護番長（2005年4月7日、TBS）
- ギャルサー（2006年4月15日 - 2006年6月24日、日本テレビ） - 土谷守 役
- 土曜ワイド劇場（テレビ朝日）
  - 棟居刑事の純白の証明（2007年2月10日） - 塩山喜一 役
  - 西村京太郎トラベルミステリー「山陽・東海道連続殺人ルート!」（2008年9月27日） - 山内元警部 役
  - ぽっかや(温泉医)事件カルテ 第7作（2009年3月21日） - 三宅良治 役
  - 西村京太郎トラベルミステリー 第58作 ⁻ 最終(73)作（2012年11月3日 - 2022年12月29日） - 亀井定夫警部補 役[21][49]
- 冗談じゃない!（2007年4月15日 - 2007年6月24日、TBS） - 杉田修造 役
- 歌姫（2007年10月12日 - 2007年12月21日、TBS） - 岸田勝男 役
- 華麗なるスパイ（2009年7月18日 - 2009年9月26日、日本テレビ） - 平原源一 役
- わが家の歴史（2010年4月9日 - 2010年4月11日、フジテレビ）
- ゴーイング マイ ホーム 第5話（2012年11月13日、関西テレビ） - 本人 役
- 金曜プレステージ「深川東署・特命人情捜査班 朝田真平」（2014年7月18日、フジテレビ） - 中村圭一 役
- ようこそ、わが家へ（2015年4月13日 - 6月15日、フジテレビ） - 八木通春 役
- 重版出来!（2016年4月 - 6月、TBS） - 久慈勝 役[50]
- トクチョウの女〜国税局特別調査部〜（2017年3月4日、フジテレビ） - 国広治 役
- トットちゃん!（2017年10月2日 - 12月22日、テレビ朝日） - 井上宏 役[51]
- 日曜ワイド「刑事・横道逸郎」（2018年3月11日、テレビ朝日） - 主演・横道逸郎 役[52]
- 未解決の女 警視庁文書捜査官（2018年4月19日 - 6月7日、テレビ朝日） - 財津喜延 役[53]
  - ドラマスペシャル 未解決の女 警視庁文書捜査官〜緋色のシグナル〜（2019年4月28日、テレビ朝日） - 財津喜延 役
  - 未解決の女 警視庁文書捜査官 シーズン2（2020年8月6日、テレビ朝日） - 財津喜延 役
- ドクターY〜外科医・加地秀樹〜（2020年10月4日、テレビ朝日） - 尾蔵大介 役[54]
- 警視庁・捜査一課長 シーズン3 第9話（2018年6月7日、テレビ朝日） - 財津喜延 役
- 黄昏流星群〜人生折り返し、恋をした〜（2018年10月 - 12月、フジテレビ） - 戸浪恭介 役[55]
- 警視庁ひきこもり係（2021年8月5日、テレビ朝日） - 花房等 役[56]
- ゲキカラドウ2（2023年4月7日 - 6月23日、テレビ東京） - 鴨下逸郎 役[57]
- 心はロンリー気持ちは「…」FINAL（2024年4月27日、フジテレビ） - 幕部澄夫 役[58]
- 南くんが恋人!? 第3話（2024年7月30日、テレビ朝日） - 古文の先生 役[59]

### Web配信ドラマ
- 龍が如く〜Beyond the Game〜 (2024年10月,Amazon MGMスタジオ) - 小泉 役

### 映画
- Mr.ジレンマン 色情狂い（1979年10月6日）
- 伊賀野カバ丸（1983年8月6日） - 八木執事 役
- スクラップ ストーリー ある愛の物語（1984年7月14日） - 康子の父 役
- ビッグマグナム 黒岩先生（1985年4月13日）
- 必殺!ブラウン館の怪物たち（1985年6月29日） - 猿走りの純平 役
- 愛の陽炎（1986年3月1日） - 住職 役
- 十手舞（1986年9月20日） - 音止の安 役
- ボクの女に手を出すな（1986年12月13日）
- 名門!多古西応援団（1987年8月15日）
- F (エフ)（1998年3月14日） - 田所
- KARAOKE-人生紙一重-（2005年5月14日）
- 木更津キャッツアイ ワールドシリーズ（2006年10月28日）
- パビリオン山椒魚（2006年9月16日）
- ピアノの森（2007年7月21日）
- クリアネス（2008年2月16日）
- フライング☆ラビッツ（2008年9月13日）
- ホームカミング（2011年3月12日） - 主演・鴇田和昭 役[32] ※初主演映画
- 事故物件 恐い間取り（2020年8月28日）[60] - 伊崎 役

### 吹き替え
- アイス・エイジ2（2006年4月22日） - ものしりトニー 役
- TAXi4（2007年8月25日） - ジベール署長 役

### テレビアニメ
- ワンダフルワールド（tvk）
- クレヨンしんちゃん（2017年7月7日、テレビ朝日） - 本人役（『じゅん散歩』とのコラボ企画として。また、同日放送の『じゅん散歩』では同作品の舞台である「春日部（西口）」編にて、主人公の野原しんのすけ〈声：矢島晶子〉がゲストで出演し、ナレーションの一部もしんのすけが担当した。）[61]

### コンピュータゲーム
- ディスクワールド（1996年、メディアエンターテイメント、プレイステーション） - リンス・ウィンド 役（吹き替え）
- ユーラシアエクスプレス殺人事件（1998年、エニックス、プレイステーション） - 馬渕亮平 役

### パチンコ
- CR純次（2004年、マルハン）

### CM・広告
- 錦之堂「スーパーレインX」
- 日本道路公団
- マルヨ水産「かもめちくわ」
- テレメッセージ広島
- 名古屋市「ゴミ減量キャンペーン」
- NTT東海「ISDN」
- タキロンシーアイ「ハンディガード」
- 関西電力「マイコン型電気温水器」
- スポルディングジャパン「マグナ」
- 三菱アルミニウム
- ハウス食品 「ポテトチップス」（1980年 - 1981年）
- 松下電器産業（現・パナソニック）「ザ・ディスコ」（1980年）
- 三菱重工「純正カーエアコン」（1982年）
- 岩堀金属「カチット」（1983年）
- 愛媛青果農協（現・えひめ飲料）「ポンジュース」（1983年）
- 大和証券（1983年）ベンガルと再共演
- エバラ食品工業「黄金の味」（1984年 - 1985年）
- YKK 「and」（1984年）
- 花王「SOFTワンダフル」（1984年） - 家族全員で出演。
- 中外製薬「5時から男のグロンサン」（1987年 - 1997年）
- サンヨー食品「西洋亭」（1991年）
- ミホミ「富士山しずおか銘菓こっこ」（1992年）
- P&G「チャレンジジョイ」（1995年 - 2003年  2016年 - 2019年）
- アサヒビール「名古屋麦酒」（1998年）
- キングコモディティ証券（2001年）
- シンケン（2002年）
- キリンビール「麒麟淡麗」（2005年 - 2006年）
- 全日本空輪「中国行って、撮ってきて」（2005年）- 中国特派員008 役
- 日本民間放送連盟「CMのCM」（2006年）
- トヨタ自動車「カローラルミオン」（2007年）- ナレーション
- サントリーフーズ「ビタミンウォーター」（2008年）
- アサヒ飲料
  - WONDA（2008年 - 2010年）
  - 三ツ矢サイダー（2016年）
- 森永製菓「ダース」（2008年9月 - 2009年）[62]
- ウィルコム （2011年 - 2014年）
- サッポロビール「生ビール 黒ラベル 大人エレベーター」 （2011年）
- スタートトゥディ「ZOZOTOWN」（2011年 - 2012年）
- 参天製薬（2012年 - 2017年）
- 日本スポーツ振興センター「6億円!BIGマン!」（2012年 - 2013年）- BIGマン 役
- 本田技研工業（2012年 - 2013年）
- アサヒフードアンドヘルスケア 「クリーム玄米ブラン」（2013年）
- イオン（2013年 - 2015年）
- 総務省「国勢調査2015」（2015年） - 広報大使[63]
- トリンプ・インターナショナル「スロギー ZERO FELL!!」（2015年）- WebCM
- 東京インテリア家具（2016年 - 2017年）
- 日本マクドナルド「超グラコロ」（2017年）
- プラスワン・マーケティング「FREETEL」（2017年）
- Mixi「モンスターストライク」（2017年）
- セブン-イレブンジャパン「セブンカフェ」（2018年）
- みんなのマーケット「くらしのマーケット」（2020年 - 2021年）[64]
- ナイル「定額カルモくん」（2021年 - 2022年）
- 日本コカ・コーラ「綾鷹」（2021年）
- HOYA「eyecity市」（2021年 - 2023年）- eyecity市 市長 J•高田 役[65]
- サウンドファン「ミライスピーカー・ホーム」（2022年）[66]
- モデルナ・ジャパン（2023年 - ）

## 作品

### DVD
- 実録 パビリオン山椒魚!（2006年8月25日、ジェネオンエンタテインメント） - ナレーション
- 高田純次 適当伝説 〜序章・勝手にやっちゃいました〜（2007年3月21日、ビクターエンタテインメント、VIBY-5076）[67]
- 高田純次 無責任社員物語 宴会編（2008年11月26日、エスピーオー）
- 高田純次 無責任社員物語 接待編（2008年12月26日、エスピーオー）
- 高田純次 無責任社員物語 適当編（2009年1月28日、エスピーオー）
- 高田純次 適当人生 〜地球の変な歩き方〜（2009年6月26日、アミューズソフトエンタテインメント、ASBY-4392）
- 完全適当版「高田純次のアイドルを探せ!〜ケメ子は何処に!〜」（2009年7月1日、ポニーキャニオン）
- 高田・大竹・渡辺のオヤジ三人旅 〜本気で美人看板娘を探せ!! in 草津〜（2010年1月27日、バップ）
- 高田スザンヌ（2010年2月5日、エイベックス・マーケティング）
- 〜高田純次と岡田圭右が適当コラボ〜 タカダオカダ 〈適当ドライブ・熱海温泉編〉（2010年6月16日、ポニーキャニオン）
- 高田純次 芸能生活だいたい35周年記念DVD『純白』（2015年3月18日、ポニーキャニオン）

### 音楽

#### シングル
1. ジュンちゃんのブラボーダンス（1983年12月21日）
  - フジテレビ系『笑っていいとも!』水曜日、コーナーテーマ曲
2. パパのうた（1985年8月5日）
  - C/W：おふろのうた（高田純次の長女・祐子による作品）(NHKみんなのうた)
3. Chance!心ときめいて（1988年3月3日）
  - 兵藤ゆきとのデュエット作品、NTV系『天才・たけしの元気が出るテレビ!!』イメージソング
4. どうせ世の中不公平（1990年2月21日）
  - TBS系ドラマ『高田純次の無責任社員物語』テーマソング
5. 白いブランコでおやすみ（1992年2月21日）
  - 近藤房之助との共演
  - C/W曲：夕焼けのParty（ニッポン放送『高田純次の男・夕焼けまわり道』テーマソング）
6. 19番のタンゴ （1992年9月30日）
  - 多岐川裕美とのデュエット作品
7. 嗚呼 たたみ男 （1992年11月21日）
  - 美山りかとのデュエット作品、グロンサン強力内服液CMソング、ミュージックテープ限定
8. P.S.愛してる!（1996年3月25日）
  - 上沼恵美子とのデュエット作品、中京テレビ『P.S.愛してる!』企画ソング
9. サラリーマンのうた（2000年10月21日）
  - テレビ東京『金子柱憲・高田純次ゴルフの王道』挿入歌
10. 東京パラダイス（2005年11月23日）
  - 河合美智子とのデュエット作品、文化放送『高田純次・河合美智子の東京パラダイス』テーマソング
11. 適当男のポルカ（2007年11月28日）
  - 『老人と子供のポルカ』の替え歌企画
12. ケメ子の歌（2009年5月20日）
  - 平凡パンチ名義でのリリース
13. メンドク星マーチ（2010年3月3日）
  - 松元環季とのデュエットによる作品、映画『超劇場版ケロロ軍曹 誕生!究極ケロロ 奇跡の時空島であります!!』オープニングテーマ
14. 過去なんて忘れなよ（2010年12月8日）
  - タブロイド夕刊紙『日刊ゲンダイ』創刊35周年記念キャンペーン曲
15. 純愛（2015年3月18日）
  - 芸能生活だいたい35周年記念作品
16. ドーン!やられちゃった節（2017年5月24日）
  - テレビアニメ『笑ゥせぇるすまんNEW』エンディングテーマ曲[68]

#### 参加作品
- 襟裳岬 - 東京乾電池のLPに収録されている高田純次のソロ音源、1982年4月。
- モナリサ - 柄本明と坂田明のコラボユニットであるAKIRAのアルバムの曲に渡辺えり子と特別参加、1985年。
- TONGUES OF FIRE with 高田純次（映画『TAXi4』の日本語吹替版テーマソング） - 東京スカパラダイスオーケストラとのコラボレーション。配信限定、2007年8月。
- 湾岸線 - クレイジーケンバンド「湾岸線」MV内にて横山剣と共に出演。

### 書籍
- 多面人格のすすめ〜一恥二得で人生を拓く法（1992年8月、祥伝社、ISBN 4-396-50027-0）
- 高田純次★祭り（2001年3月、風塵社、ISBN 978-4938733926）
- 人生教典（2002年2月、河出書房新社、ISBN 4-309-01452-6）
- 適当論（2006年3月16日、ソフトバンククリエイティブ、ISBN 4-7973-3345-6）
- 適当手帳（2006年11月11日、ソフトバンククリエイティブ、ISBN 4-7973-3764-8） - 一応は手帳の体裁を成しているものの、格言よろしく高田の適当な発言が欄外に記載されているほか、高田本人が書いた（もちろんいい加減な）地図や、ほとんど意味を成さない曲がった罫線などが見る者にインパクトを与える。これを使えば高田のような適当さが身につくとの触れ込み。
- 適当教典（2007年6月20日、河出書房新社、ISBN 978-4309408491）
- 適当男のカルタ〜純次のことわざブック〜（2007年11月22日、青山出版社、ISBN 978-4-89998-084-1）
- 適当日記（2008年1月1日、ダイヤモンド社、ISBN 978-4-478-00376-3） - 本の帯を外すと天狗のお面が現れる。
- 人生の言い訳（2010年2月26日、廣済堂出版、ISBN 978-4331514375）
- 裏切りの流儀―あらゆることはバランスで成り立っている（2010年3月19日、青山出版社、ISBN 978-4899981022） - 茂木健一郎との共著。
- 適当手帳 For Business2011（2010年9月、ダイヤモンド社）[69]
- 秘密主義（2012年9月18日、学研パブリッシング、ISBN 978-4054054998） - 高田純次芸能生活だいたい35周年記念本。[70]
- 高田純次のチンケな自伝―適当男が真面目に語った“とんでも人生”（2014年3月、産経新聞出版）
- 高田純次のテキトー格言（2016年4月、KADOKAWA/角川マガジンズ、ISBN 978-4048955430）
- 50歳を過ぎたら高田純次のように生きよう 東京タワーの展望台でトイレの順番ゆずったら本が出せました（2022年3月、主婦の友社、ISBN 978-4074506545）[71]
- 最後の適当日記(仮)（2024年1月、ダイヤモンド社、ISBN 978-4478117729）

画集
- じゅん散歩画集 一歩一絵（2023年4月13日、文化工房、ISBN 978-4910596143） - 「じゅん散歩」で描いたオープニングタイトルに使用した絵や、番組の最後に披露する"今日の一歩一会" 300枚超えのなかから高田が厳選した57枚を収録[72]